# Селигман, Мартин
Мартин Селигман (англ. Martin E. P. Seligman; 12 августа 1942, Олбани, Нью-Йорк, США) — американский психолог, основоположник позитивной психологии. Директор Центра позитивной психологии в Университете Пенсильвании.

## Биография
Учился в Принстонском университете, где изучал сначала философию, а затем увлёкся психологией. В 1973 году получил диплом психолога в Пенсильванском университете, а затем в течение 13 лет вёл программу клинических исследований на факультете психологии Пенсильванского университета.
Селигман — президент Американской психологической ассоциации в 1998 году.
По оценке, опубликованной по результатам опроса в 2002 г. в журнале Review of General Psychology, по цитируемости, Селигман находится на 31-м месте среди психологов XX века.

## Научная деятельность

### Изучение беспомощности
Первые свои психологические эксперименты Селигман провёл в Университете Пенсильвании в 1967 году, чтобы понять, как лечить депрессию. В ходе специальных экспериментов он с коллегами обнаружил, что собаки, которые получали лёгкий разряд тока, не пытаются убежать, если видят, что всё равно получат его. Позднее Селигман провёл подобный эксперимент с людьми, только вместо тока он использовал шум. И большинство людей точно также быстро становились беспомощными перед экспериментатором и не пытались ничего сделать, чтобы что-то изменить.
Позже оказалось, что как собаки, так и люди вели себя беспомощно в одной ситуации — после нескольких безуспешных попыток избежать неприятной ситуации, — даже когда человек ещё может что-то изменить. Селигман наблюдал подобное поведение у пациентов с депрессией и решил, что клиническая депрессия связана именно с неумением человека что-либо предпринимать для улучшения своего состояния. Этот феномен он назвал «синдромом выученной беспомощности».
Однако не все участники эксперимента прекращали борьбу после нескольких неудач. Некоторые из участников вновь и вновь, несмотря на неудачи, пытались избавиться от шума. Именно они и заинтересовали Селигмана, который решил понять, чем же они отличаются от остальных. Так Селигман пришёл к открытию «феномена сознательного оптимизма», — способности человека влиять на своё мышление и через него — на своё поведение.

### Позитивная психология
В отличие от традиционной психологии, которая занимается в основном коррекцией психических отклонений, позитивная психология изучает те черты характера и особенности человеческого поведения, которые характерны для удовлетворённых, счастливых людей, не обременённых психическими нарушениями.
Представители гуманистической психологии, такие, как Абрахам Маслоу и Карл Роджерс в своё время развивали подобную психологическую теорию, но без полноценных научных исследований их теория так и осталась теорией. Исследования нового поколения психологов под руководством Мартина Селигмана стали базироваться уже не столько на гипотезах, сколько на научных экспериментах, позволяющих лучше понять такие феномены, как счастье, позитивное мышление, оптимизм и удовлетворённость жизнью.
Сегодня позитивная психология представлена целым рядом авторитетных учёных, таких как Эд Динер, Чарльз Снайдер, Михай Чиксентмихайи и другие. В частности, последний выдвинул популярную сегодня концепцию «потока» — состояния, значительно повышающего креативность и производительность творческого труда. Часть работ Чиксентмихайи опубликована на русском языке.

### Публикации
- «Беспомощность» (1975)
- «Психология отклонений» (1982)
- «Как научиться оптимизму. Измените взгляд на мир и свою жизнь» (1991)

Издание на русском языке: Мартин Селигман. Как научиться оптимизму: Измените взгляд на мир и свою жизнь = Learned Optimism. How to Change Your Mind and Your Life. — М.: Альпина Паблишер, 2013. — 338 с. — ISBN 978-5-9614-4431-5.
- «Что вы можете изменить и чего вы не можете» (1994)
- «Оптимистичный ребёнок» (1995)
- «В поисках счастья» (2002).
- «Новая позитивная психология» (М. : София, 2006) и «На пути к процветанию» (М. : Манн, Иванов и Фербер, 2010)

Помимо книг Мартин Селигман написал более 200 научных статей.